# Leon Kirchner
Leon Kirchner (ur. 24 stycznia 1919 w Nowym Jorku, zm. 17 września 2009 tamże) – amerykański kompozytor, dyrygent i pianista.

## Życiorys
W wieku 4 lat rozpoczął lekcje gry na fortepianie. W 1928 roku przeprowadził się wraz z rodziną do Los Angeles. Uczęszczał do Los Angeles City College. W latach 1939−1942 studiował na Uniwersytecie Kalifornijskim w Los Angeles u Arnolda Schönberga, Alberta Elkusa i Edwarda Stricklanda, Uniwersytecie Kalifornijskim w Berkeley u Ernesta Blocha oraz prywatnie w Nowym Jorku u Rogera Sessionsa. W latach 1943−1946 odbył służbę w wojsku. Po powrocie do Berkeley uzyskał w 1947 roku dyplom i przez rok wykładał na uczelni. W latach 1948−1950 dwukrotnie otrzymał stypendium Fundacji Pamięci Johna Simona Guggenheima. W latach 1950−1954 wykładał na Uniwersytecie Południowej Kalifornii w Los Angeles. Od 1954 roku wykładał w Mills College w Oakland, następnie od 1961 do przejścia na emeryturę w 1989 roku na Uniwersytecie Harvarda. Do jego uczniów należeli John Adams i Yo-Yo Ma.
Od 1962 roku członek National Institute of Arts and Letters oraz American Academy of Arts and Letters. Od 1973 roku dyrygował Harvard Chamber Players, a od 1978 roku Harvard Chamber Orchestra. Dwukrotnie otrzymał New York Critics Circle Award (1950 za I i 1960 za II Kwartet smyczkowy). W 1954 roku przyznano mu Naumburg Award za I koncert fortepianowy, a w 1967 roku Nagrodę Pulitzera za III Kwartet smyczkowy. W 1994 roku otrzymał Kennedy Center Friedheim Award.

## Twórczość
Początkowo pozostawał pod wpływem twórczości Hindemitha, Bartóka i Strawinskiego, później uległ wpływom muzyki Schönberga, Berga i Sessionsa. Wypracował własny styl o cechach romantycznych, cechujący się emocjonalizmem, swobodą konstrukcji, różnorodnością rytmiczną, melodyką z przewagą małych interwałów i wirtuozostwem fakturalnym. Ceniony jako pianista i dyrygent, zasłynął wykonawstwem utworów Mozarta i Schuberta oraz swoich własnych kompozycji.

## Ważniejsze kompozycje
(na podstawie materiałów źródłowych)

### Utwory orkiestrowe
- Piece na fortepian i orkiestrę (1946)
- Sinfonia (1951)
- 2 koncerty fortepianowe (I 1953, II 1963)
- Toccata na smyczki, instrumenty dęte solo i perkusję (1955)
- Koncert na skrzypce, wiolonczelę, 10 instrumentów dętych i perkusję (1960)
- Music (1969)
- Music na flet i orkiestrę (1978)
- Music na wiolonczelę i orkiestrę (1992)

### Utwory kameralne
- Duo na skrzypce i fortepian (1947)
- 3 kwartety smyczkowe (I 1949, II 1958, III 1966)
- Sonata Concertante na skrzypce i fortepian (1952)
- 2 tria na skrzypce, wiolonczelę i fortepian (I 1954, II 1993)
- Fanfare na trio basowe (1965); także wersja na flet i perkusję obbligato (1977)
- Flutings for Paula na flet i perkusję obbligato (1973, zrewid. 1977)
- Music for 12 na zespół kameralny (1985)
- Fanfare II na 7 instrumentów (1985)
- Illuminations na 9 instrumentów (1986)
- For Cello Solo (1986)
- 2 utwory na skrzypce (I 1986, II 1988)
- 2 Duos na skrzypce i wiolonczelę (1988)
- Triptych na skrzypce i wiolonczelę (1988)

### Utwory fortepianowe
- Sonata (1948)
- Little Suite (1949)
- A Moment for Roger (1975)
- 5 Pieces (1987)
- Interlude (1989)
- For the Left Hand (1995)

### Utwory wokalno-instrumentalne
- Dawn na chór i organy, słowa Federico García Lorca (1943−1946)
- Words from Wordsworth na chór (1966)
- Lily na sopran, orkiestrę kameralną i taśmę (1973)
- The Twilight Stood na sopran i fortepian (1982)
- Of Things As They Are na sopran, baryton, chór i orkiestrę (1997)

### Opera
- Lily, libretto kompozytora według Saula Bellowa (1973−1976)